# Chọi lợn

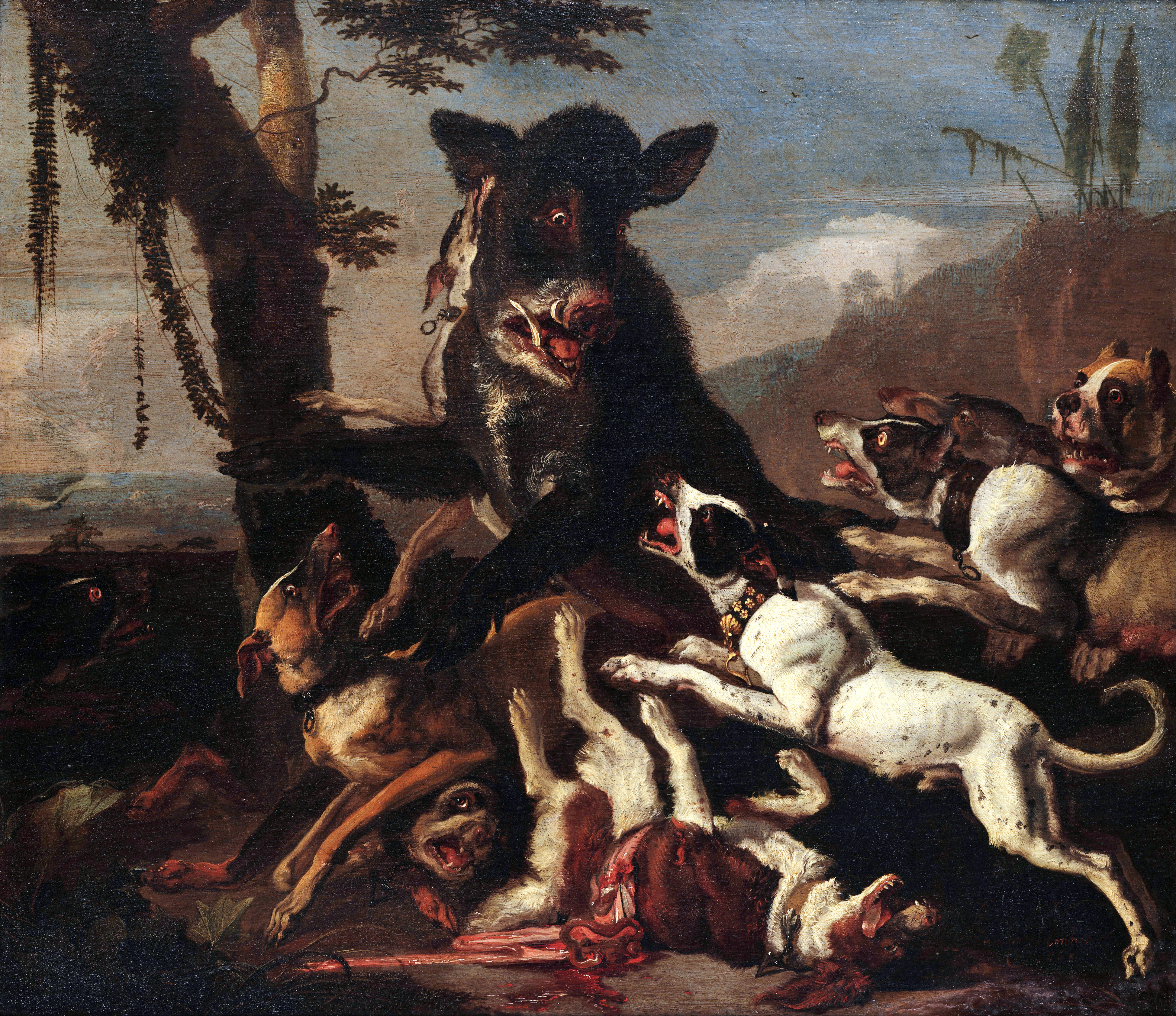
Chó chọi lợn

Chọi lợn là một môn thể thao máu me (trò huyết đấu) giữa các con lợn với chó chọi hoặc giữa những con lợn với nhau nhằm phục vụ cho sở thích của con người, để mua vui, kiếm tiền hoặc cá cược. Trên thế giới có nhiều hình thức chọi lợn. Ở phương Tây, hình thức này gọi là Hog-dog rodeo hay Hog dogging là một sự kiện quan sát mô phỏng việc săn bắt lợn rừng với đấu sĩ là những con heo rừng hoang dã hoặc lợn hoang với chó. Nó đòi hỏi phải có những con chó chăn cừu được huấn luyện và nuôi dưỡng đặc biệt và được sử dụng để giay giật và đôi khi bắt một con lợn hoặc heo rừng.

## Phương Tây
Trong một trận đấu điển hình, những con heo được thả vào những sàn đấu và một hoặc hai con chó bắt mồi cố gắng kiểm soát hoặc hạ gục nó bằng cách chồm lên sủa và đối mặt với con lợn cho đến khi nó dừng lại. Những con chó thường được sử dụng nhất là chó Catahoula và Black Mouth Curs hoặc những dòng chó lai đặc biệt. Giám khảo các cuộc thi này trừ đi các điểm thưởng vì hành vi không đúng cách như cắn lợn hoặc không sủa và đánh giá các hành vi đúng đắn như đến gần phía trước của lợn và duy trì liên lạc mắt ổn định với nó.
Người xem thường chịu phí vào cửa. Trong một số sự kiện, khán giả đặt cược rằng con chó sẽ có thời gian tốt nhất. Chủ sở hữu chó trả lệ phí nhập môn, có thể được phân chia giữa các chủ sở hữu của con chó chiến thắng và các nhà điều hành của trọng tài trận đấu. Ở một số khác, những con chó chiến thắng có được giấy chứng nhận và không có giải thưởng tiền mặt. Chấn thương rất hiếm khi xảy ra trong các thử nghiệm này vì những con chó này được ngăn chặn từ việc làm trầm trọng đến hàng trăm con lợn đực và những con chó luôn mang áo khoác kevlar bảo vệ hoặc vòng đai nếu chúng sẽ tiếp xúc trực tiếp với bất kỳ lợn nào.
Hog dogging phát triển từ việc đào tạo và săn bắn của những con chó săn heo chuyên. Loại săn bắn này được cho là có hiệu quả duy nhất để kiểm soát số lợn hoang dã đang lan truyền đến Hoa Kỳ trong thế kỷ 21 nhưng trên thực tế số lượng heo hoang dã có thể được duy trì và thậm chí bổ sung để đảm bảo cung cấp đầy đủ các động vật để săn bắn (nhưng chỉ ở những trang trại nhỏ săn bắn theo kiểu ở những vùng ở Texas, vì lý do này hay cách khác, lợn đực không phát triển mạnh với số lượng lớn). Việc kiểm soát quần thể lợn hoang dã rất quan trọng vì các con heo hoang dã không phải là loài bản địa và chiếm ưu thế và phá huỷ môi trường mà tất cả các loài đều phụ thuộc
Từng có cảnh lính Mỹ đang thả những con lợn ra để cho chúng "chọi" nhau nhằm tiêu khiển sau một ngày, từng có đoạn video clip được ghi lại cách đây 30 năm vào năm 1986 ghi lại cảnh một phi công trên tàu sân bay Mỹ gồm USS America (CV-66), USS John F. Kennedy (CV-67), Coral Sea và Saratoga đang thả những con lợn ra để cho chúng "chọi" nhau nhằm tiêu khiển sau một ngày chiến đấu, khi trực thăng hạ xuống đường băng tàu Kennedy, có 3 chú heo sơn màu đỏ, trắng và xanh, chạy tung tăng trên boong tàu đang dày đặc máy bay, trước con mắt sửng sốt của các thủy thủ trên tàu.

## Indonesia
Tại ngôi làng Cikawao hẻo lánh ở miền Tây đảo Java, Indonesia có trò chọi lợn đẫm máu. Cuộc thi được biết đến trong tiếng địa phương là "Adu bagong", có nghĩa "chiến đấu với lợn rừng". Đây là truyền thống có từ những năm 1960 khi số lượng lợn rừng gia tăng đột biến tại địa phương và người dân phải tìm cách săn bắt chúng để bảo vệ mùa màng, cuộc thi đã trở thành một phần của truyền thống và văn hóa địa phương. Những người tham gia cho biết cuộc thi là cách để bảo tồn truyền thống săn bắt tại khu vực.
Con chó thắng cuộc sẽ giành được phần thưởng lên tới 2.000 USD. Tập tục này mang lại cho người dân thu nhập, có người tham gia cuộc thi để tăng giá bán và giá trị kinh tế của những con chó nhà. Là một người nuôi chó đấu, sẽ thật vô dụng nếu tôi không tham gia một cuộc thi như vậy. Khi nuôi 40 con chó thì chi phí phải trả khoảng từ 200.000 đến 2 triệu rupiah (15 đến 150 USD) để được quyền tham gia cuộc thi, tùy thuộc vào kích cỡ mỗi con chó.
Những người tham gia nói đây là một phần truyền thống và văn hóa địa phương trong khi những người phản đối cho rằng cuộc thi là tội ác với động vật. Tập tục này vấp phải sự phản đối từ các nhóm bảo vệ quyền động vật, những người kêu gọi cấm hoàn toàn cuộc thi, theo họ, đây là tội ác chống lại động vật. Chính phủ và các tổ chức phi chính phủ nên tới tận nơi để chấm dứt hoạt động này và giáo dục người dân rằng việc đưa chó đi đấu đá là không đúng.
Trong một trận đấu kiểu mẫu, đám đông vây kín quanh một "đấu trường" được dựng lên bằng tre. Họ theo dõi cuộc đọ sức "khô máu" giữa hai "đấu sĩ" gồm một con chó nhà và một con lợn rừng. Cuộc đấu diễn ra trên một sân đất rộng khoảng 15x30m, sẽ chỉ kết thúc khi một trong hai con vật bị thương. Cuộc thi kiểm tra sự lanh lẹ cũng như khả năng đi săn của các con chó. Nếu một con lợn rừng sống sót sau cuộc đấu, nó sẽ phải ra sàn đấu trở lại một hôm nào đó sau khi lành vết thương. Nếu thua cuộc, nó sẽ bị giết mổ để bán thịt. Trước đây việc thi đấu diễn ra đơn giản hơn. Bây giờ khác trước nhiều khi mà những con chó đều được huấn luyện rất kỹ.

## Trung Quốc
Những hình ảnh gây sốc về chọi lợn từng diễn ra trong một buổi chọi lợn cho đến chết tại Trung Quốc. Trước sự chứng kiến, cổ vũ hò reo của hàng nghìn khán giả, hai "võ sĩ" lợn lao vào trận chiến sinh tử. Trước đó, chúng được chăm sóc và huấn luyện ở chế độ đặc biệt. Hai chú lợn lao vào nhau với những "đòn hiểm" và tận dụng tối đa hàm răng khỏe của mình để "hạ gục" đối thủ. Chúng cố gắng "quật ngã" đối phương bằng các chiêu ghì mạnh ở cổ. Cuộc chiến đẫm máu này là "môn thể thao" phổ biến ở tỉnh Hồ Bắc, Trung Quốc. Dù biết dư luận thế giới lên án truyền thống này. Nhưng đó là một phần của nền văn hóa địa phương và không thể xóa bỏ.